# 國家教育研究院

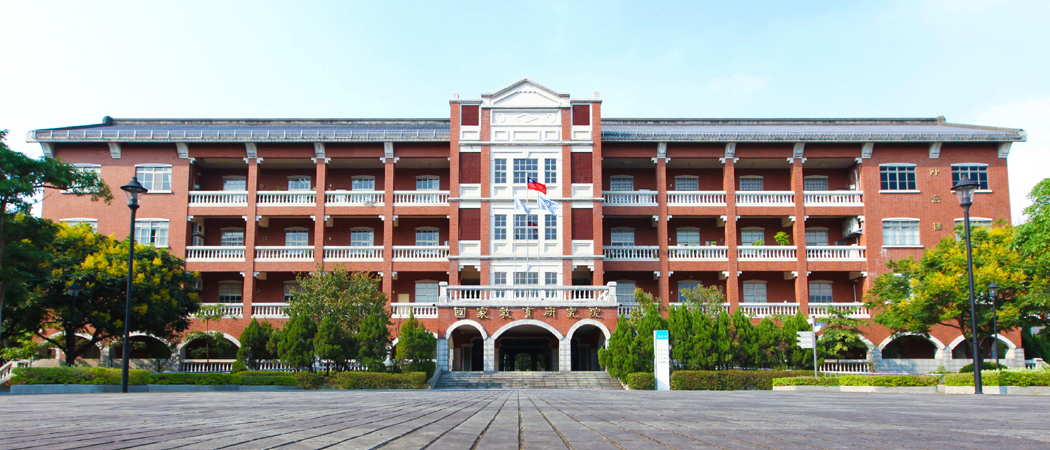
國家教育研究院三峽總院區

國家教育研究院，簡稱國教院，是中華民國關於教育研究工作的最高專責機構，隸屬教育部。由「國立教育研究院籌備處」（後更名為國家教育研究院籌備處）陸續整併臺灣省國民學校教師研習會、臺灣省中等學校教師研習會、國立編譯館、國立教育資料館等教育機構的人員與業務，於2011年3月30日正式成立。國教院除了進行整體性、系統性、長期性的教育研究以外，也負有教科書審定、課程研發、原住民族教育及測驗評量及辦理中小學行政人員研習等任務。

## 沿革
- 1932年，「國立編譯館」在南京成立，直屬國民政府教育部。
- 1937年7月“卢沟桥事变”爆发，国立编译馆于10月迁徙至庐山，随后又迁至长沙。1938年1月，由长沙再迁至重庆。1939年5月，重庆遭日军轰炸，编译馆又迁至四川江津县白沙镇[1]。
- 1942年3月，国立编译馆合并了教育部教科用书编辑委员会和中国教育全书编纂处，从白沙迁至北碚[1]。
- 1945年8月日本投降后，国民政府還都南京。但由于国立编译馆重要度较低，1946年5月才回迁南京[1]。
- 1949年，國立編譯館隨中華民國政府遷臺，在臺北市復館。
- 1956年5月1日，「臺灣教育資料館」改為「國立教育資料館」。5月10日，教育部成立「臺灣省國民學校教師研習會」，由臺灣省政府主席兼任會長。
- 1958年，教育部令國立教育資料館籌設教育廣播電台（1960年正式成立，今國立教育廣播電臺）。
- 1959年，臺灣省國民學校教師研習會改隸臺灣省政府教育廳。國立教育資料館遷館至臺北市南海學園原國立臺灣科學教育館平頂圓形大樓4樓。
- 1983年8月8日，臺灣省政府教育廳成立「臺灣省中等學校教師研習會籌備處」。
- 1987年12月3日，「臺灣省中等學校教師研習會」正式於臺中縣豐原市（今臺中院區）成立。國立教育資料館遷館至南海學園南海路43號（今國立臺灣藝術教育館南海劇場）。
- 1999年，臺灣省國民學校教師研習會位於臺北縣三峽鎮（今新北市三峽區）的第一、二期工程完峻，正式遷入新會址（今總院院區）。7月精省後，省屬教育單位再改隸屬教育部，分別更名為「教育部臺灣省中等學校教師研習會」、「教育部臺灣省中等學校教師研習會」。
- 2000年5月，國家教育研究院籌備處成立。
- 2002年7月15日，整併教育部臺灣省國民學校教師研習會。國立教育資料館遷館至臺北市和平東路新館（今臺北院區）。
- 2007年8月24日，再整併教育部臺灣省中等學校教師研習會，調整業務重點為課程及教學、測驗及評量、制度及政策、教育人力發展、教學資源等研究及教育人員之研習訓練。
- 2010年12月8日，公布《國家教育研究院組織法》。
- 2011年3月30日，國立編譯館與國立教育資料館合併成立國家教育研究院。

## 歷任首長
籌備處主任
| 任次 | 姓名   |
| ---- | ------ |
| 1    | 吳清基 |
| 2    | 吳鐵雄 |
| 3    | 何福田 |
| 4    | 李坤崇 |
| 5    | 陳伯璋 |
| 6    | 吳清山 |

院長
| 任次 | 姓名           | 就職時間       | 卸任時間       |
| ---- | -------------- | -------------- | -------------- |
| 1    | 吳清山         | 2011年3月30日  | 2012年12月25日 |
| 2    | 王如哲（代理） | 2012年12月26日 | 2013年3月31日  |
| 3    | 柯華葳         | 2013年4月1日   | 2016年5月20日  |
| 4    | 郭工賓（代理） | 2016年5月21日  | 2016年7月31日  |
| 5    | 許添明         | 2016年8月1日   | 2018年7月31日  |
| 6    | 郭工賓（代理） | 2018年8月1日   | 2019年2月14日  |
| 7    | 許添明         | 2019年2月15日  | 2021年7月31日  |
| 8    | 蔡清華（代理） | 2021年8月1日   | 2021年9月1日   |
| 9    | 林崇熙         | 2021年9月2日   | 2023年9月1日   |
| 10   | 鄭淵全         | 2023年9月2日   | 2024年10月15日 |
| 11   | 林騰蛟（代理） | 2024年10月16日 | 2024年10月31日 |
| 12   | 林從一         | 2024年11月1日  | 迄今           |

## 院區

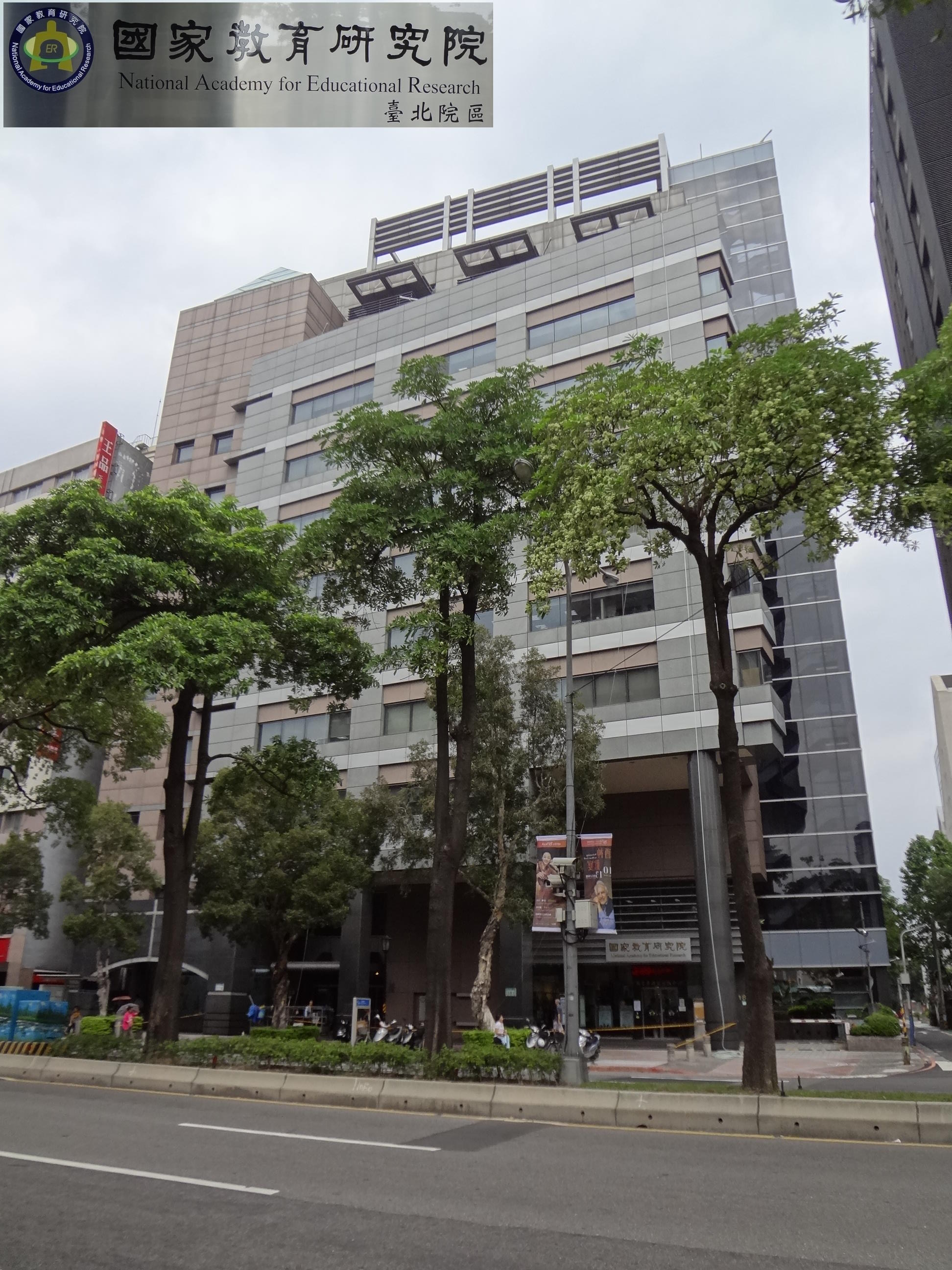
國家教育研究院臺北院區

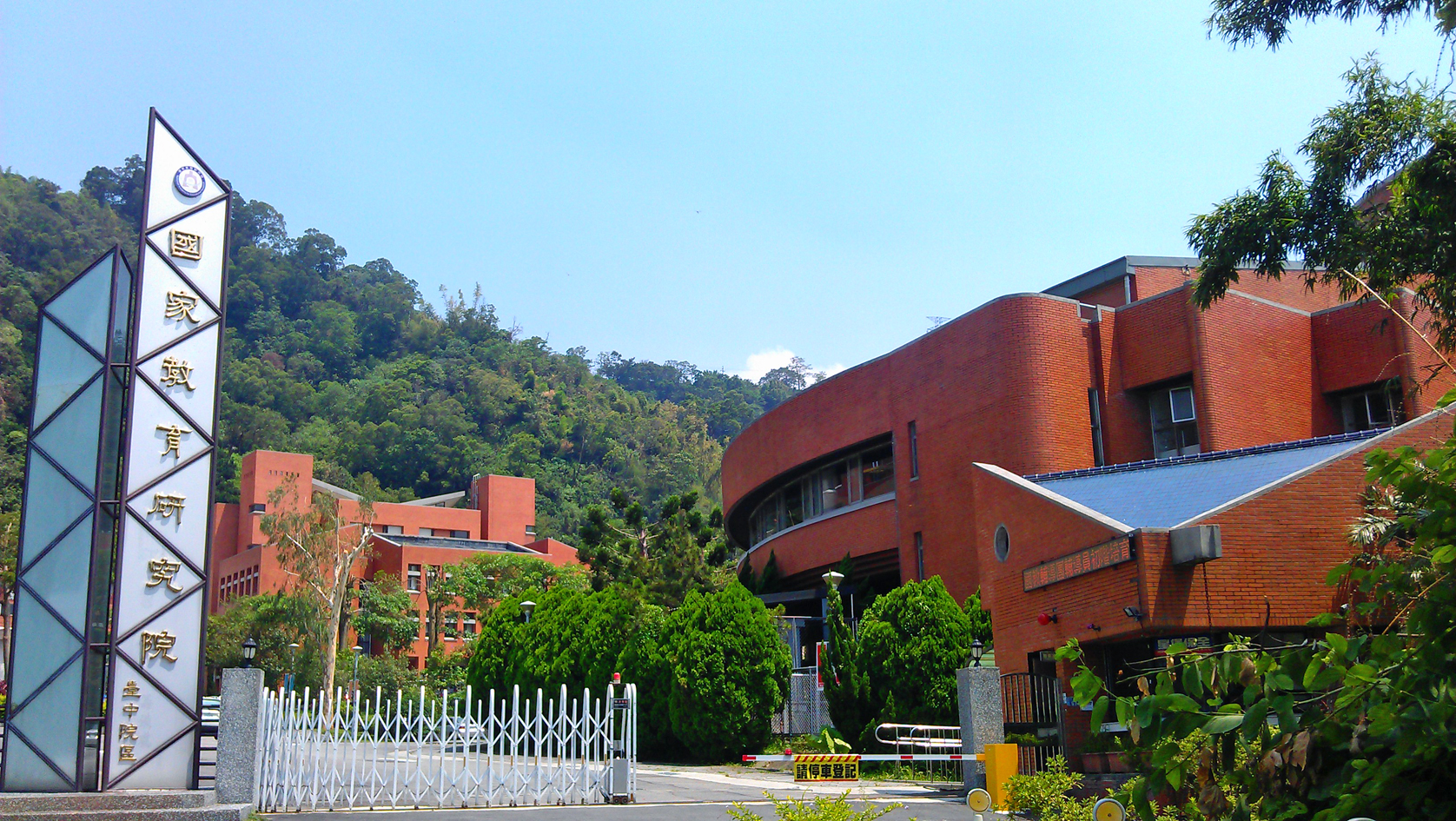
國家教育研究院臺中院區

| 名稱       | 地址                               |
| ---------- | ---------------------------------- |
| 三峽總院區 | 23703新北市三峽區三樹路2號         |
| 臺北院區   | 10644臺北市大安區和平東路一段179號 |
| 臺中院區   | 42081臺中市豐原區師範街67號        |

## 組織[4]
三峽總院區
- 院長室
- 綜合規劃室
- 秘書室
- 人事室
- 主計室
- 資訊推動小組
- 圖書館
- 教育制度及政策研究中心
- 測驗及評量研究中心
- 課程及教學研究中心
- 教育人力發展中心（原教師研習會業務）
- 原住民族教育研究中心

臺北院區
- 語文教育及編譯研究中心（原國立編譯館業務）
- 教科書研究中心（原國立編譯館業務）
- 教育資源及出版中心（原國立教育資料館業務）

臺中院區
- 教育人力發展中心（國中教育會考闈場）

## 交通

### 三峽院區

#### 捷運（未來）
- 新北捷運
  -  三鶯線（興建中）：三峽（國家教育研究院）站（車站編號:LB06）

### 台北院區

#### 捷運
- 台北捷運
  -  松山新店線 中和新蘆線：古亭站

### 臺中院區

#### 道路
- 台3線
- 國道四號

## 外部連結
- 國家教育研究院官網（页面存档备份，存于） （繁體中文）（英文）
- 國家教育研究院的Facebook專頁
- YouTube上的國家教育研究院頻道
- OpenStreetMap上有關國家教育研究院的地理